# Serge Ninn
Serge Ninn de son vrai nom Jean, René Senninger, né le 18 janvier 1921 au Bonhomme et mort le 17 décembre 2019 à Cabourg, est un militant communiste libertaire puis anarchiste individualiste.
Membre de la tendance clandestine Organisation Pensée Bataille au sein de la Fédération anarchiste en 1950, il en révèle publiquement l'existence en janvier 1954.
Surréaliste depuis les années 1940, il est élu Provéditeur Général du Collège de 'Pataphysique en 2007.

## Biographie
En 1945, il rencontre sa future femme, Giliana Berneri, fille cadette de Camillo Berneri.
Le 13 septembre 1946, au congrès de fondation de la Fédération des Jeunesses Anarchistes à Dijon, il est élu au Comité national, comme adjoint de Paul Champs, responsable de la commission de presse.
Il adhère à la Fédération anarchiste, où il milite au groupe Sacco et Vanzetti du 5e arrondissement de Paris avec, notamment Georg K. Glaser, Jean-Max Claris, Giliana Berneri et Gilbert Devillard.

### Organisation Pensée Bataille
Au début de l'année 1950, il est parmi les fondateurs avec Louis Estève, Roger Caron, Robert Joulin, André Moine et Georges Fontenis, de l'Organisation Pensée Bataille au sein de la Fédération anarchiste (FA). L'objectif est de former une fraction communiste libertaire pour s'opposer à la fraction individualiste qui bloque alors toute évolution de la FA (en l'empêchant de se structurer), de prendre le contrôle de la FA et d'en faire une organisation révolutionnaire disciplinée, matérialiste, avec une analyse marxienne du capitalisme, une ligne politique unique et défendant le syndicalisme et les luttes sociales.
Au congrès tenu les 27-29 mai 1950 à Paris, il est élu au Comité national de la FA comme secrétaire à la propagande.
Il est alors membre du groupe Kronstadt. En mars 1953, il est exclu de l'Organisation Pensée Bataille. En mai 1953, la FA devient Fédération Communiste Libertaire.
Le 1er janvier 1954, Serge Ninn révèle l'existence de l'OPB, malgré l'engagement pris à l'origine de ne jamais la rendre publique,. Le groupe Kronstadt publie quelques mois plus tard, un « Mémorandum » dénonçant les pratiques « autoritaires » de l’Organisation Pensée Bataille.
En 2000, Georges Fontenis réplique dans ses mémoires Changer le monde : « le Mémorandum aborde la question de l'OPB « parti clandestin » dont on oublie de dire la part capitale qu'ont prise trois militants de Kronstadt à sa création. Si on ajoute à ces militants, Serge Ninn, Blanchard et Emery, Giliana Berneri qui fut « au parfum » dès le départ, on peut dire que le groupe Kronstadt a représenté une importante partie de l'équipe de départ. Ma correspondance avec ces membres du groupe Kronstadt montre surabondamment la part essentielle prise par ces militants dans la prise en mains de la FA par l'OPB »
En 1956, il participe à L'Alliance ouvrière anarchiste

### Anarchistes et surréalistes
Pendant la Seconde Guerre mondiale, Serge Ninn est membre du Groupe surréaliste de Londres. Il fréquente ensuite le Groupe surréaliste à Paris avant de rejoindre le Collège de 'Pataphysique. En 1956, il est membre du Collège de 'Pataphysique, pro-dataire en 1957 et Provéditeur Général en 2007.
Après la guerre, les surréalistes collaborent avec la Fédération anarchiste. Georges Fontenis et Serge Ninn organisent les rencontres entre anarchistes et surréalistes, notamment avec André Breton. En 1951, une rubrique hebdomadaire régulière leur est dédiée dans les colonnes du Libertaire : Le Billet surréaliste.

## Œuvres
- Les 400 coups des 100 gardes, Cymbalum pataphysicum, circa 1979[17].
- Du restraint pataphysique et de la participation, Collège de pataphysique, CXXII, 1994[18].
- Une vie de chien, Collège de pataphysique, CXXXIII, 2006[19].

### Articles
- Le Clair de Terre. « Surréalisme – Critique sociale », no 1, 1945[20]
- Free unions = [Unions] libres, London, Surrealist Group in England, 1946[21].
- Liberté de mouvement, Plus Loin, no 1, mars 1946, texte intégral.
- Le Libertaire (1917-1956), Catalogue des articles, Classement par auteurs, Serge Ninn, Pseudonyme de Senninger, texte intégral.

## Notices et liens externes
- Ressource relative à la vie publique :   - Maitron
- Notices d'autorité :   - VIAF
  - ISNI
  - BnF (données)
  - LCCN
  - Belgique
  - WorldCat
- René Bianco : 100 ans de presse anarchiste - notice.
- La presse anarchiste : article en ligne.
- Librairie Fourcade.
- Adebooks.co.uk.